# 紐約地鐵路線列表

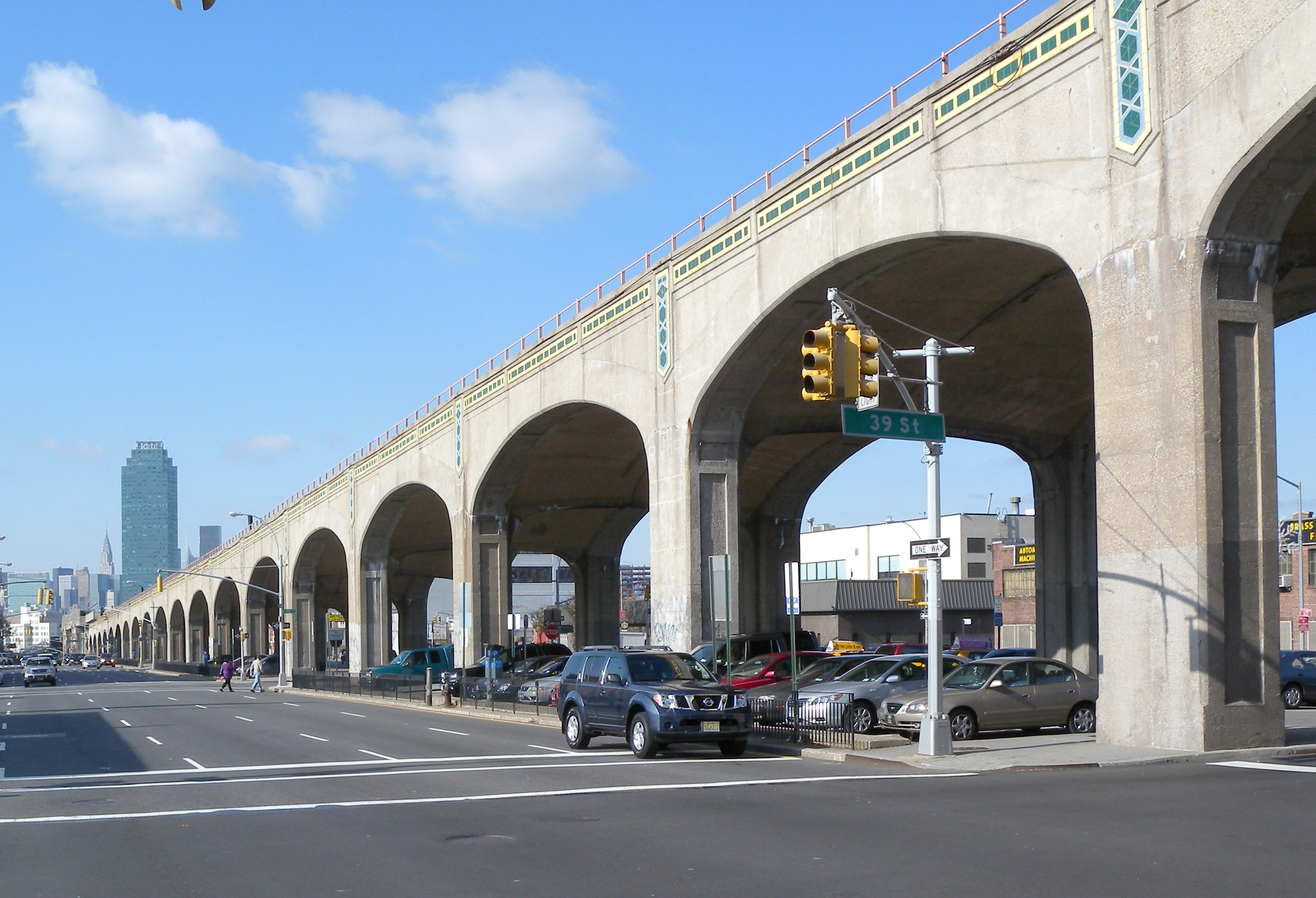
IRT法拉盛線皇后林蔭路高架橋

紐約地鐵是一個服務紐約市五個自治市當中四個的重鐵公共交通系統。現時的紐約地鐵系統繼承了跨區捷運公司（IRT）、布魯克林-曼哈頓運輸股份有限公司（BMT）以及獨立地鐵系統（IND）。紐約市政府自IND成立時已經擁有该铁路系统，並在1940年購入了BMT和IRT。舊IRT系統現時屬於A部門，而B部門則是舊BMT與IND系統的結合。

## 命名
在地鐵命名時，「路線」與「服務」並不可互換。雖然普遍來說「路線」與「服務」作為同義詞（甚至在大都會運輸署的網頁也是如此），但此列表使用正式名稱「路線」。
「路線」是列車行經的軌道和物理結構。系統內每段都配有一個獨立的線名，並與原有部門併合（IRT、BMT或IND）。舉例，位於第八大道下方的是IND第八大道線。部分路線曾經改名（甚至更改部門），但相對較少發生。
與之相對的，「服務」指的是一班列車所途經橫跨不同路線（line）的路線（route）。一班服務可以在許多路線甚至不同部門之間營運。例如R線列車沿IND皇后林蔭路線、BMT百老匯線以及BMT第四大道線營運。
每班服務也配有一種「顏色」。自1979年起，每班服務的顏色對應在曼哈頓中城主要使用的路線，定義為「幹線」，只有IND跨城線（沒有前往曼哈頓的列車），顏色是light green，以及所有接駁線，顏色是dark gray。幹線和顏色的列表如下。
| 主要幹線             | 顔色       | 彩通       | 十六進制 | 服務標誌      |
| -------------------- | ---------- | ---------- | -------- | ------------- |
| IND第八大道線        | 鮮藍色     | PMS 286    | #0039a6  |               |
| IND第六大道線        | 亮橙色     | PMS 165    | #ff6319  |               |
| IND跨城線            | 草綠       | PMS 376    | #6cbe45  | "G" train     |
| BMT卡納西線          | 淺石灰色   | 50% 黑色   | #a7a9ac  | "L" train     |
| BMT納蘇街線          | 褐色       | PMS 154    | #996633  |               |
| BMT百老匯線          | 太陽花黃色 | PMS 116    | #fccc0a  |               |
| IRT百老匯-第七大道線 | 蕃茄紅色   | PMS 185    | #ee352e  |               |
| IRT萊辛頓大道線      | 蘋果綠色   | PMS 355    | #00933c  |               |
| IRT法拉盛線          | 紫色       | PMS Purple | #b933ad  |               |
| IND第二大道線        | 綠松色     | PMS 638    | #00add0  | "T" train     |
| 接駁線               | 暗石灰色   | 70% 黑色   | #808183  | shuttle train |

## 路線列表
現時有36條鐵路線。射手大道線與63街線各自被分類為兩條分開的路線：兩條路線都可以在軌道不同段服務兩個部門（BMT與IND）。
在以下的列表，帶有顏色的路線顯示其幹線，並決定用作服務路線的標誌和菱形的顏色，以及接駁線。啟用日期指該線第一段軌道啟用的日期。在「部門」一欄，現時的部門後面以括號形式顯示原初的部門。
| 部門     | 路線              | 自治市                   | 服務路線    | 啟用           | 結構                      |
| -------- | ----------------- | ------------------------ | ----------- | -------------- | ------------------------- |
| B（IND） | 第二大道線        | 曼哈頓                   | N Q R       | 2017年1月1日   | 地下                      |
| B（BMT） | 第四大道線        | 布魯克林                 | D N R       | 1915年6月22日  | 地下                      |
| B（IND） | 第六大道線        | 曼哈頓 布魯克林          | B D F <F> M | 1936年1月      | 地下                      |
| B（IND） | 第八大道線        | 曼哈頓 布魯克林          | A B C D E   | 1932年9月10日  | 地下                      |
| A（IRT） | 42街接駁線        | 曼哈頓                   | S           | 1904年10月27日 | 地下[a]                   |
| B（BMT） | 63街線            | 曼哈頓                   | N Q R       | 1989年10月29日 | 地下                      |
| B（IND） | 63街線            | 曼哈頓 皇后區            | F <F>       | 1989年10月29日 | 地下                      |
| B（BMT） | 射手大道線        | 皇后區                   | J Z         | 1988年12月11日 | 地下                      |
| B（IND） | 射手大道線        | 皇后區                   | E           | 1988年12月11日 | 地下                      |
| B（BMT） | 阿斯托利亞線      | 皇后區                   | N W         | 1917年4月21日  | 高架                      |
| B（BMT） | 布萊頓線          | 布魯克林                 | B Q         | 1878年7月2日   | 地下、切土、盛土、高架    |
| B（BMT） | 百老匯線          | 曼哈頓                   | N Q R W     | 1917年9月4日   | 地下                      |
| A（IRT） | 百老匯-第七大道線 | 布朗克斯 曼哈頓 布魯克林 | 1 2 3       | 1904年10月27日 | 高架[a]、盛土、地下       |
| B（BMT） | 卡納西線          | 曼哈頓 布魯克林          | L           | 1865年10月21日 | 地下、高架、地面          |
| B（IND） | 匯集線            | 布朗克斯 曼哈頓          | B D         | 1933年7月1日   | 地下                      |
| B（IND） | 跨城線            | 布魯克林 皇后區          | G           | 1933年8月19日  | 地下                      |
| B（IND） | 卡爾弗線          | 布魯克林                 | F <F> G     | 1919年3月16日  | 地下、高架[c]             |
| A（IRT） | 代里大道線        | 布朗克斯                 | 5           | 1941年5月15日  | 高架[b]、盛土、切土、地下 |
| A（IRT） | 東公園大道線      | 布魯克林                 | 2 3 4 5     | 1908年1月9日   | 地下                      |
| A（IRT） | 法拉盛線          | 曼哈頓 皇后區            | 7 <7>       | 1915年6月22日  | 地下、高架                |
| B（BMT） | 富蘭克林大道線    | 布魯克林                 | S           | 1878年7月2日   | 高架、盛土、切土          |
| B（IND） | 福爾頓街線        | 布魯克林 皇后區          | A C         | 1936年4月9日   | 地下、高架[d]             |
| B（BMT） | 牙買加線          | 布魯克林 皇后區          | J M Z       | 1885年2月2日   | 高架                      |
| A（IRT） | 傑羅姆大道線      | 布朗克斯                 | 4 5         | 1917年6月12日  | 高架、地下                |
| A（IRT） | 萊諾克斯大道線    | 曼哈頓                   | 2 3         | 1904年11月23日 | 地面、地下                |
| A（IRT） | 萊辛頓大道線      | 曼哈頓                   | 4 5 6 <6>   | 1904年10月27日 | 地下[a]                   |
| B（BMT） | 默特爾大道線      | 布魯克林 皇后區          | M           | 1889年12月19日 | 高架、盛土、地面          |
| B（BMT） | 納蘇街線          | 曼哈頓                   | J M Z       | 1908年9月16日  | 地下                      |
| A（IRT） | 新地段線          | 布魯克林                 | 2 3 4 5     | 1920年11月23日 | 高架                      |
| A（IRT） | 諾斯特蘭大道線    | 布魯克林                 | 2 5         | 1920年8月23日  | 地下                      |
| A（IRT） | 佩勒姆線          | 布朗克斯                 | 6 <6>       | 1918年8月1日   | 地下、高架                |
| B（IND） | 皇后林蔭路線      | 曼哈頓 皇后區            | E F <F> M R | 1933年8月19日  | 地下                      |
| B（IND） | 洛克威線          | 皇后區                   | A S         | 1956年6月28日  | 地面、盛土、高架[e]       |
| B（BMT） | 海灘線            | 布魯克林                 | N Q W       | 1915年6月22日  | 切土、高架                |
| B（BMT） | 西城線            | 布魯克林                 | D           | 1916年6月24日  | 切土、高架                |
| A（IRT） | 白原路線          | 布朗克斯                 | 2 5         | 1905年7月10日  | 高架、地下                |